# Diacia diadema
Diacia diadema är en tvåvingeart som först beskrevs av Christian Rudolph Wilhelm Wiedemann 1830.  Diacia diadema ingår i släktet Diacia och familjen myllflugor. Inga underarter finns listade i Catalogue of Life.